# Traveseo
Traveseo es un lugar que pertenece a la parroquia de Serín en el concejo de Gijón (Principado de Asturias). Se encuentra a 79 m s. n. m. y está situada a 13 km de la capital del concejo, Gijón. 

## Población
En 2020 contaba con una población de 1 habitantes (INE 2020) y un total de 3 viviendas.